# Dirt Track Date
A Dirt Track Date a Southern Culture on the Skids amerikai rockegyüttes stúdióalbuma, amit 1995-ben adtak ki. Ez volt első nagylemezük a DGC Records kiadásában. A Camel Walk című dal viszonylag sikeres lett megjelenését követően.

## Háttér
Az album producere Mark Williams volt, és az észak-karolinai Charlotte-ban található Reflection Studiosban rögzítették.

## Kritikák
A Trouser Press azt írta a lemezről, hogy „nincs meg benne az a lelkes, vakmerő hozzáállás, ami annyira jóvá tette legjobb munkáikat, a Dirt Track Date-et csak előadóstílusuk tarja össze.” A No Depression nagyon szórakoztatónak nevezte az albumot, de nehezményezte Mary Huff énekének hiányát.

## Számlista
Az összes szám szerzője Rick Miller, a Nitty Gritty kivételével, amit Lincoln Chase szerzett. 
| Dirt Track Date | Dirt Track Date            | Dirt Track Date                             | Dirt Track Date | Dirt Track Date | Dirt Track Date | Dirt Track Date | Dirt Track Date | Dirt Track Date | Dirt Track Date |
| #               | Cím                        | Producer(ek)                                | Hossz           |                 |                 |                 |                 |                 |                 |
| --------------- | -------------------------- | ------------------------------------------- | --------------- | --------------- | --------------- | --------------- | --------------- | --------------- | --------------- |
| 1.              | Voodoo Cadillac            | Mark Williams Southern Culture on the Skids | 4:40            |                 |                 |                 |                 |                 |                 |
| 2.              | Soul City                  | Williams SCOTS                              | 2:36            |                 |                 |                 |                 |                 |                 |
| 3.              | Greenback Fly              | Williams SCOTS                              | 3:47            |                 |                 |                 |                 |                 |                 |
| 4.              | Skullbucket                | Williams SCOTS                              | 2:40            |                 |                 |                 |                 |                 |                 |
| 5.              | Camel Walk                 | Williams SCOTS                              | 2:37            |                 |                 |                 |                 |                 |                 |
| 6.              | White Trash                | Williams SCOTS                              | 2:03            |                 |                 |                 |                 |                 |                 |
| 7.              | Firefly                    | Williams SCOTS                              | 3:24            |                 |                 |                 |                 |                 |                 |
| 8.              | Maka Mayan a Hawaiian      | Williams SCOTS                              | 2:24            |                 |                 |                 |                 |                 |                 |
| 9.              | Fried Chicken and Gasoline | Williams SCOTS                              | 4:17            |                 |                 |                 |                 |                 |                 |
| 10.             | Nitty Gritty               | Williams SCOTS                              | 2:30            |                 |                 |                 |                 |                 |                 |
| 11.             | 8 Piece Box                | Williams SCOTS                              | 4:02            |                 |                 |                 |                 |                 |                 |
| 12.             | Galley Slave               | Williams SCOTS                              | 3:00            |                 |                 |                 |                 |                 |                 |
| 13.             | Whole Lotta Things         | Williams SCOTS                              | 2:29            |                 |                 |                 |                 |                 |                 |
| 14.             | Dirt Track Date            | Williams SCOTS                              | 8:39            |                 |                 |                 |                 |                 |                 |
| 49:09           |                            |                                             |                 |                 |                 |                 |                 |                 |                 |

## Közreműködő előadók
- David Hartman – dob, maracas, ének
- Mary Huff – orgona, basszusgitár, ének, taps
- Michael Lipton – steel gitár
- Rick Miller – gitár, zeneszerző, tambura, ének
- Soul City Singers – háttérénekes
- Southern Culture on the Skids – producer
- Mark Williams – producer